# Церковный канон
Церко́вный кано́н (греч. κανών — «прямая палка, шнур, линейка», от κάννα — «тростник, трубка», от ивр. קנה‎ — «тростник») — церковное установление апостолов, вселенских, некоторых поместных соборов и Отцов Церкви, касающиеся церковного устройства и правил. Следует отличать от догматических постановлений (оросов).
Кормчая книга (Номоканон) содержит в себе каноны, воспринятые Русской церковью от Константинопольской церкви.
Основной канонический корпус Православной церкви содержится в сборнике, озаглавленном «Книга правил» (полное название — «Книга правил святых апостол, святых соборов вселенских и поместных, и святых отец»); была издана российским Святейшим синодом в 1839 году в русском переводе, несколько стилизованном под церковнославянский.